# EfeuCampus
 (août 2022).
EfeuCampus (acronyme de eco-friendly experimental urban Campus) est un centre de recherche allemand situé à Bruchsal, spécialisé dans la logistique urbaine, la logistique autonome et la logistique de fret. Il constitue le premier site expérimental national dédié à ces domaines. L’accent est notamment mis sur la logistique du dernier kilomètre sans émissions, dans le cadre de l’initiative « Last Mile City Lab ».
EfeuCampus est un Living Lab soutenu par l’Union européenne et le Land de Bade-Wurtemberg. Il vise à développer et expérimenter des solutions innovantes pour une mobilité urbaine intelligente à l’échelle européenne. Parmi les technologies testées sur le campus figurent des robots de livraison autonomes et, à l’avenir, un drone cargo électrique destiné à l’acheminement de marchandises.
La mission déclarée du campus est de « rendre la vie dans la ville du futur plus agréable et plus respectueuse de l’environnement grâce aux véhicules autonomes et aux technologies intelligentes »[1],[2],[3],[4].

## Historique
Les débuts du projet remontent à 2015, lorsque la Regionale Wirtschaftsförderung Bruchsal GmbH et la Technologieregion Karlsruhe GbR ont remporté le concours pour le développement régional durable (« RegioWIN ») de l'État de Baden-Württemberg. Le concept EfeuCampus a été désigné en tant que projet phare européen dans le domaine des centres d'innovations. Le projet s'est vu doter de moyens d'un total de 10 millions d'euros pour la première période de financement (2014-2020), provenant du Fonds européen de développement régional (EFRE) et de l'État de Bade-Wurtemberg. En 2016, le centre EfeuCampus Bruchsal GmbH a été fondé par la ville de Bruchsal en tant que filiale à part entière,,.

## Conception
Le projet EfeuCampus a été développé sur le site de l'ancienne caserne des dragons, désormais appelé « EfeuQuartier », qui constitue une sorte de laboratoire grandeur nature comprenant des établissements d'entreprises et des habitations. Il permet d'impulser et de tester le développement de solutions pour la logistique du dernier kilomètre et les technologies des véhicules autonomes. EfeuCampus, au sein d'EfeuQuartier, met en oeuvre le système de livraison EfeuLog, par lequel s'opèrent la livraison et la collecte automatique des colis ainsi que l'enlèvement des matériaux recyclables. Un dépôt sert de stockage intermédiaire pour les marchandises entrantes et sortantes. Des robots de transport autonomes livrent ensuite les colis dans le quartier, près des entreprises et des maisons des résidents. La communication avec ces robots de livraison se fait par une application mobile, garantissant un processus fluide.

## Partenaires
- big. bechtold-gruppe[5]
- Bruchsal[6]
- FZI Forschungszentrum Informatik
- PTV Planung Transport Verkehr
- Karlsruhe University of Applied Sciences[7]
- Karlsruhe Institute of Technology (KIT)[8]
- SEW USOCOME
- Schenker AG
- Volocopter[9]

## Distinctions
- 2022, Prix de l'innovation du Ministère fédéral de l'Économie (Allemagne) pour LastMileCityLab Living lab[10]